# Emoia irianensis
Emoia irianensis — вид сцинкоподібних ящірок родини сцинкових (Scincidae). Ендемік Індонезії.

## Поширення і екологія
Emoia irianensis мешкають в горах Маоке в західній частині Центрального хребта Нової Гвінеї, від озер Паніай до басейну Беоги. Можливо, вони зустрічаються в горах східніше, навіть на території Папуа Нової Гвінеї. Вони живуть в чагарниковому і трав'янистому підліску вологих гірських тропічних лісів, на висоті від 1200 до 2000 м над рівнем моря.